# Њу Лондон (Минесота)
Њу Лондон (енгл. New London) град је у америчкој савезној држави Минесота.

## Демографија
По попису из 2010. године број становника је 1.251, што је 185 (17,4%) становника више него 2000. године.
| Група             | 2000.         | 2010.         |
| Белци             | 1.039 (97,5%) | 1.210 (96,7%) |
| Афроамериканци    | 0 (0,0%)      | 0 (0,0%)      |
| Азијати           | 1 (0,1%)      | 1 (0,1%)      |
| Хиспаноамериканци | 16 (1,5%)     | 34 (2,7%)     |
| Укупно            | 1.066         | 1.251         |